# 凯迪拉克V-16
凯迪拉克V-16（或）是美国通用汽车公司旗下的凯迪拉克品牌于1930年至1940年推出的一款汽車，也是凯迪拉克当时最豪华的车型。由于当时V-16全部采取定制方式生产，所以产量十分稀少，从1930年1月发布到由于第二次世界大战爆发而在1940年停止销售的11年中，全车系一共只生产了4076辆。凯迪拉克V-16是当时世界上第一款搭载16缸发动机的量产车型。

## 起源
1926年，当时引擎动力强劲而又运行平顺的车型受到市场普遍欢迎，凯迪拉克便开始了对新型多气缸发动机车型的研发。在接下来的几年中，研发工作一直在秘密状态下进行，期间多辆原型车被制造用于新型发动机的测试工作。
与此同时，凯迪拉克总裁拉里·费舍尔与通用汽车公司设计师哈利·厄尔（英语：Harley Earl）前往欧洲最好的车身制造厂寻找灵感。但直到1929年金融危机过后，凯迪拉克才正式宣布将V-16轿车正式量产并推向市场，新车则在1930年1月4日的纽约车展上首次亮相。

## 1930–1937
这款新车赢得了媒体和公众的一致好评，于是凯迪拉克立即开始了量产工作。1930年1月份平均每天生产2辆，之后便猛增到每天生产22辆。到1930年4月，已经生产出1000辆，到6月份，这个数字就到达了2000辆，并且有多种车身样式可供顾客选择。
1930年6月初，5辆全新的V-16组成的宣传车队开始向欧洲主要城市进发，途经巴黎、安特卫普、布鲁塞尔、阿姆斯特丹、乌德勒支、哥本哈根、斯德哥尔摩、柏林、科隆、德累斯顿、法兰克福、汉堡、慕尼黑、纽伦堡、维也纳、伯尔尼、日内瓦、洛桑、苏黎世、马德里、圣塞巴斯蒂安、拉博尔埃斯库布拉克和昂热等城市。车队从西班牙返程时还特意在法国西南部的一个小镇停留，这是因为它正好与凯迪拉克同名。
1930年中期是车型销售的高峰期，但此后V-16的产量开始下滑，10月份仅生产了54辆车。1930年至1931年间，凯迪拉克V-16的452、452A系列最低销售数量分别是1931年8月的7辆和11月的6辆。低销量一直持续了10年之久，1935年和1937年各生产了50辆，1940年也仅仅是51辆。而之后凯迪拉克也承认当时每卖出一辆V-16都是亏本的。

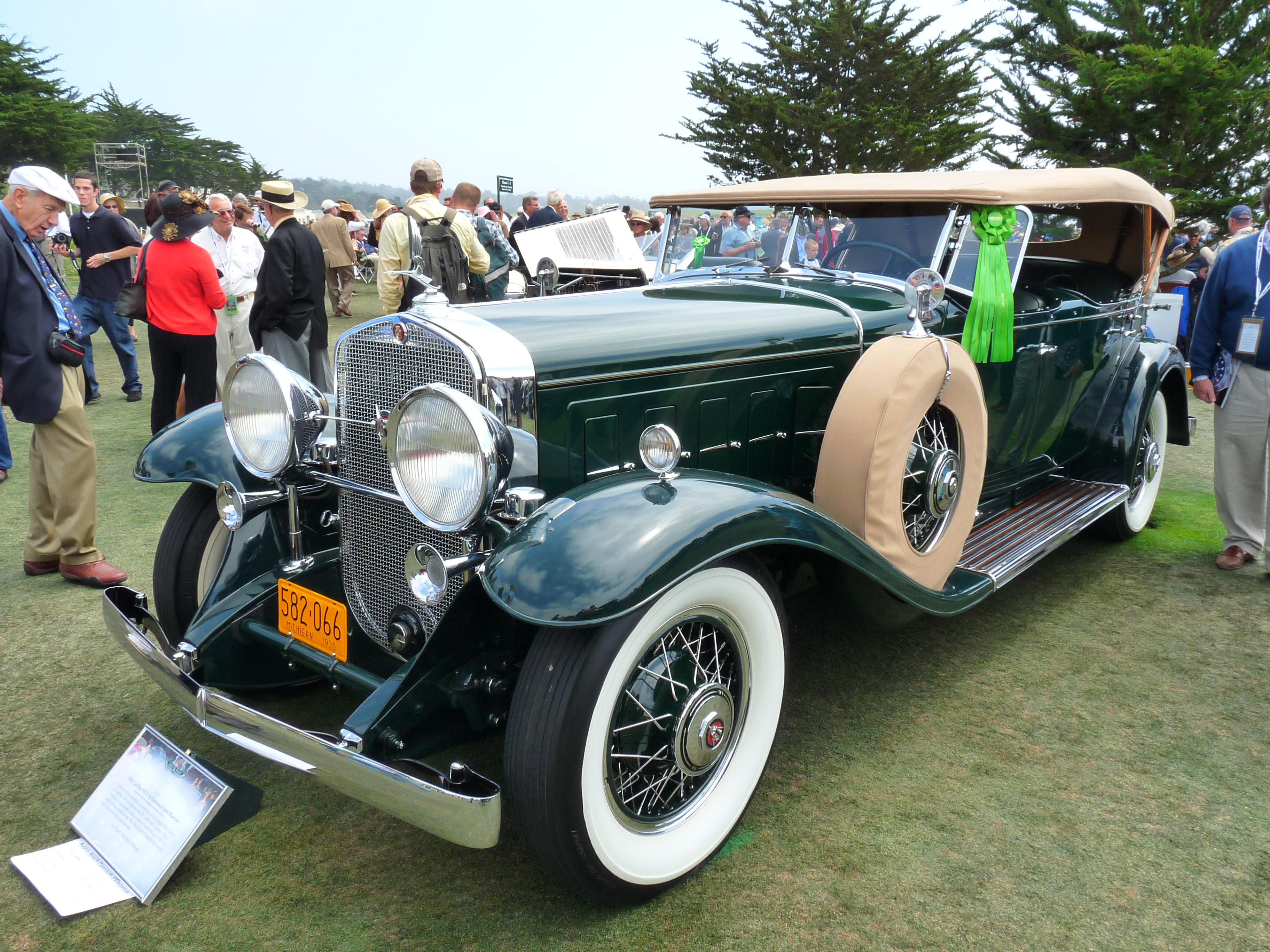
1930年款
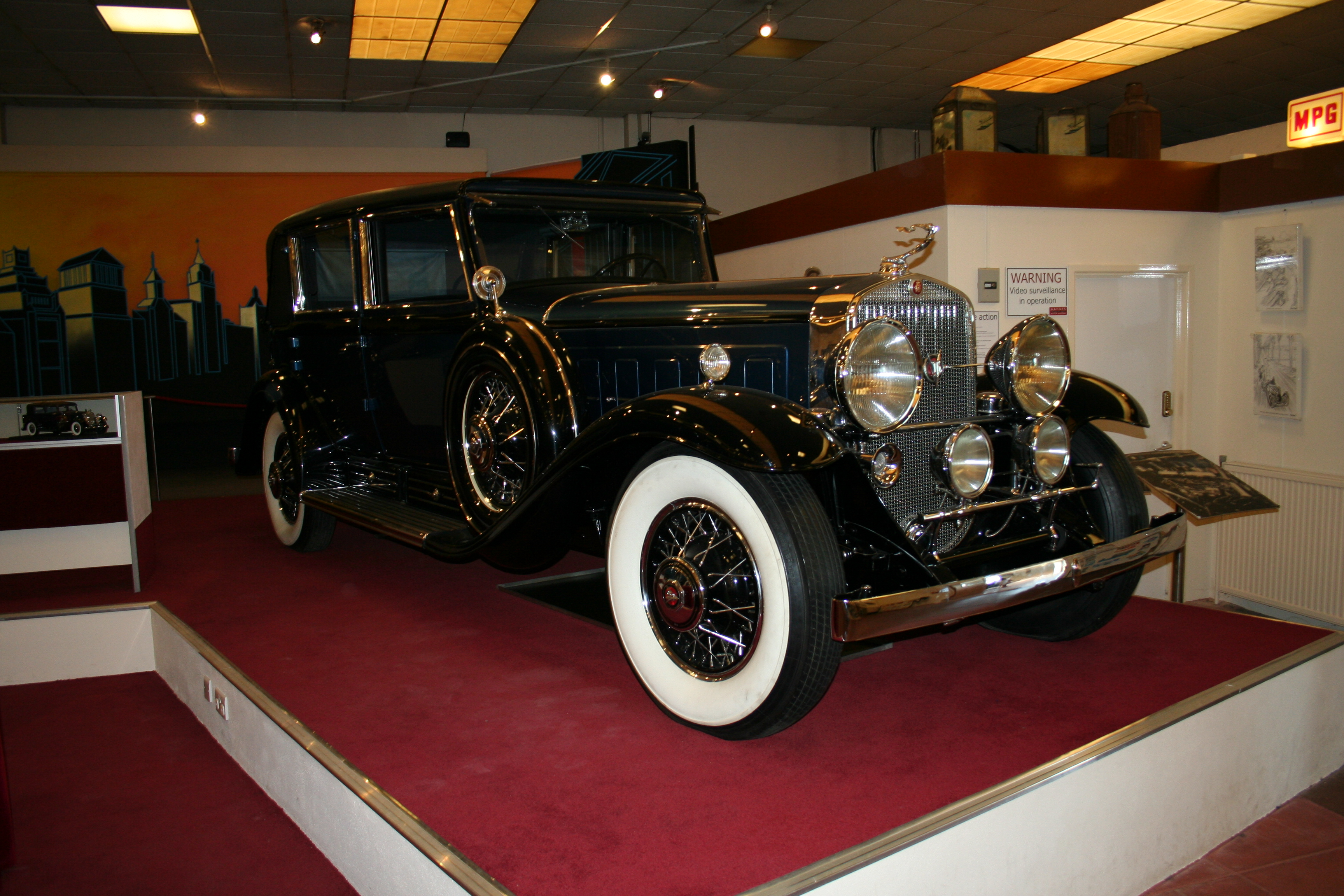
1930年款系列
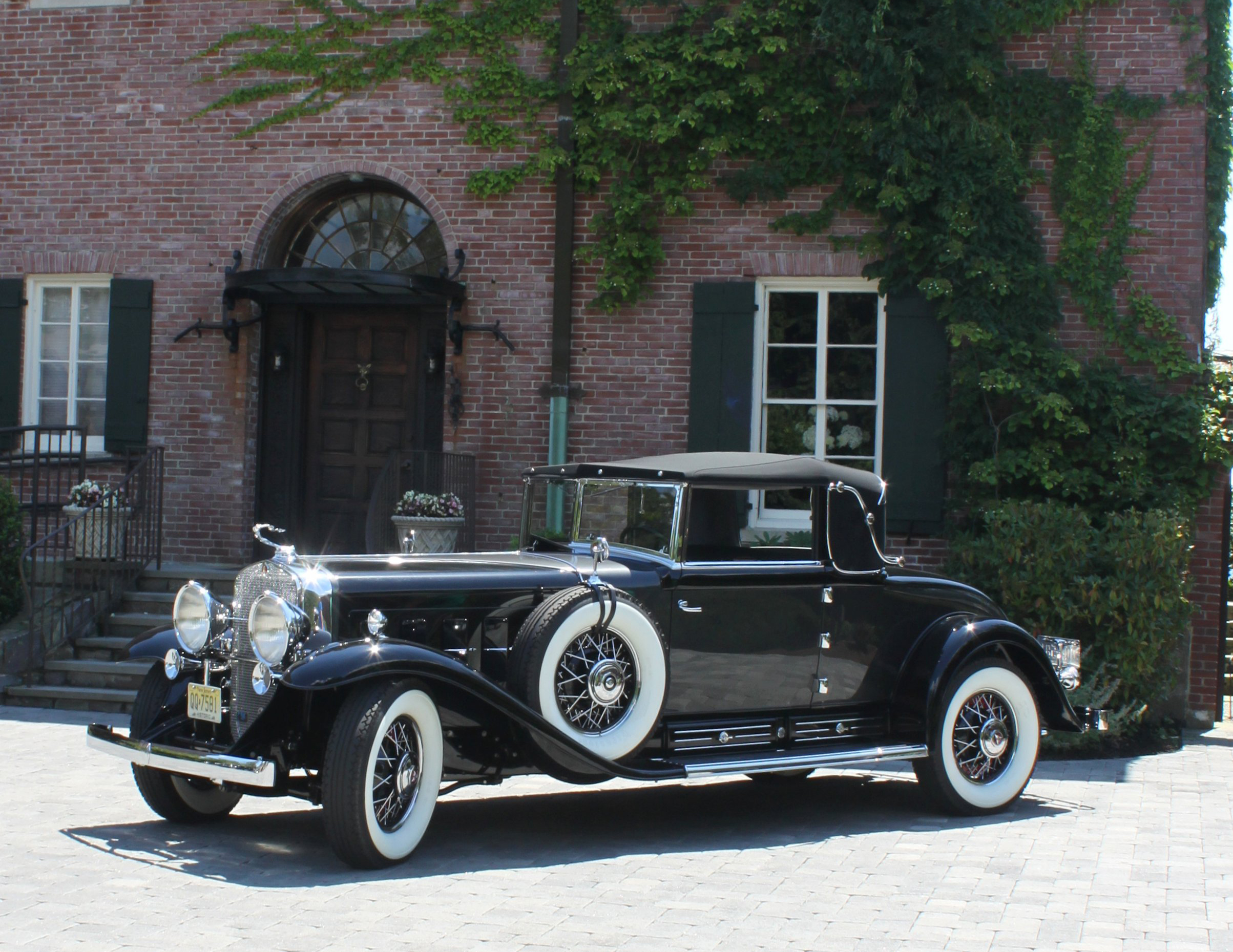
1931年款452A系列
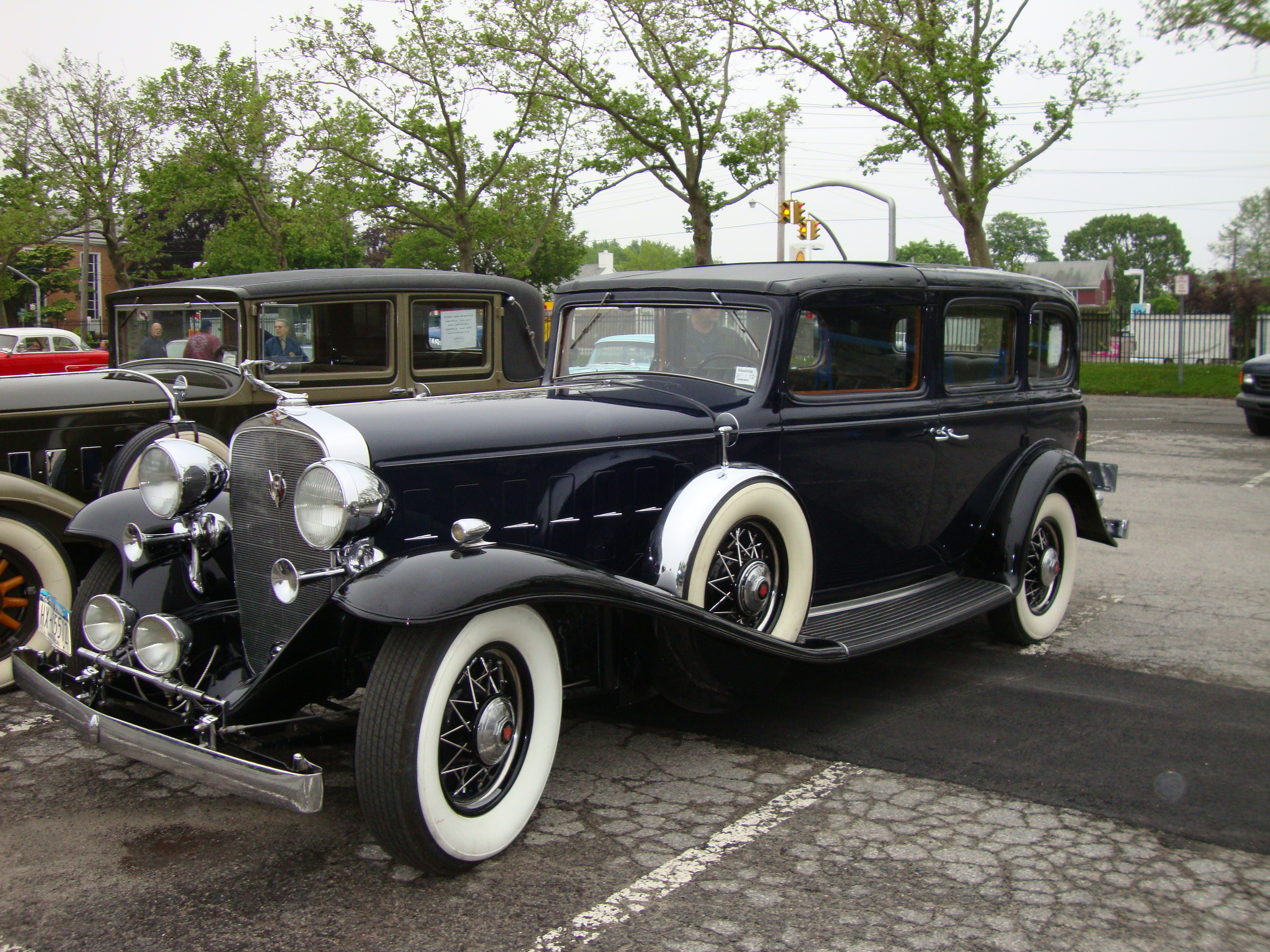
1932年款452B系列
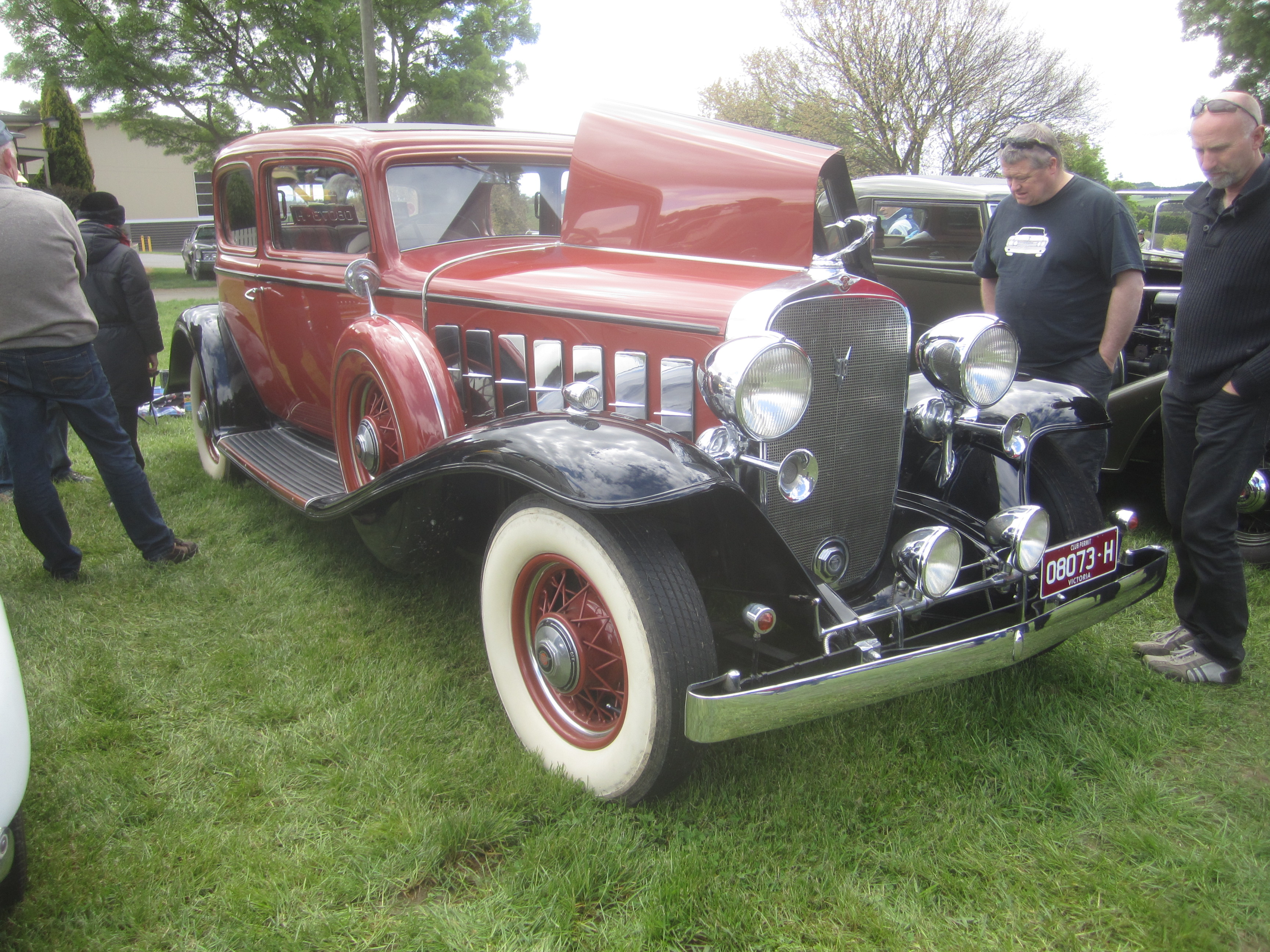
1932年款452B系列
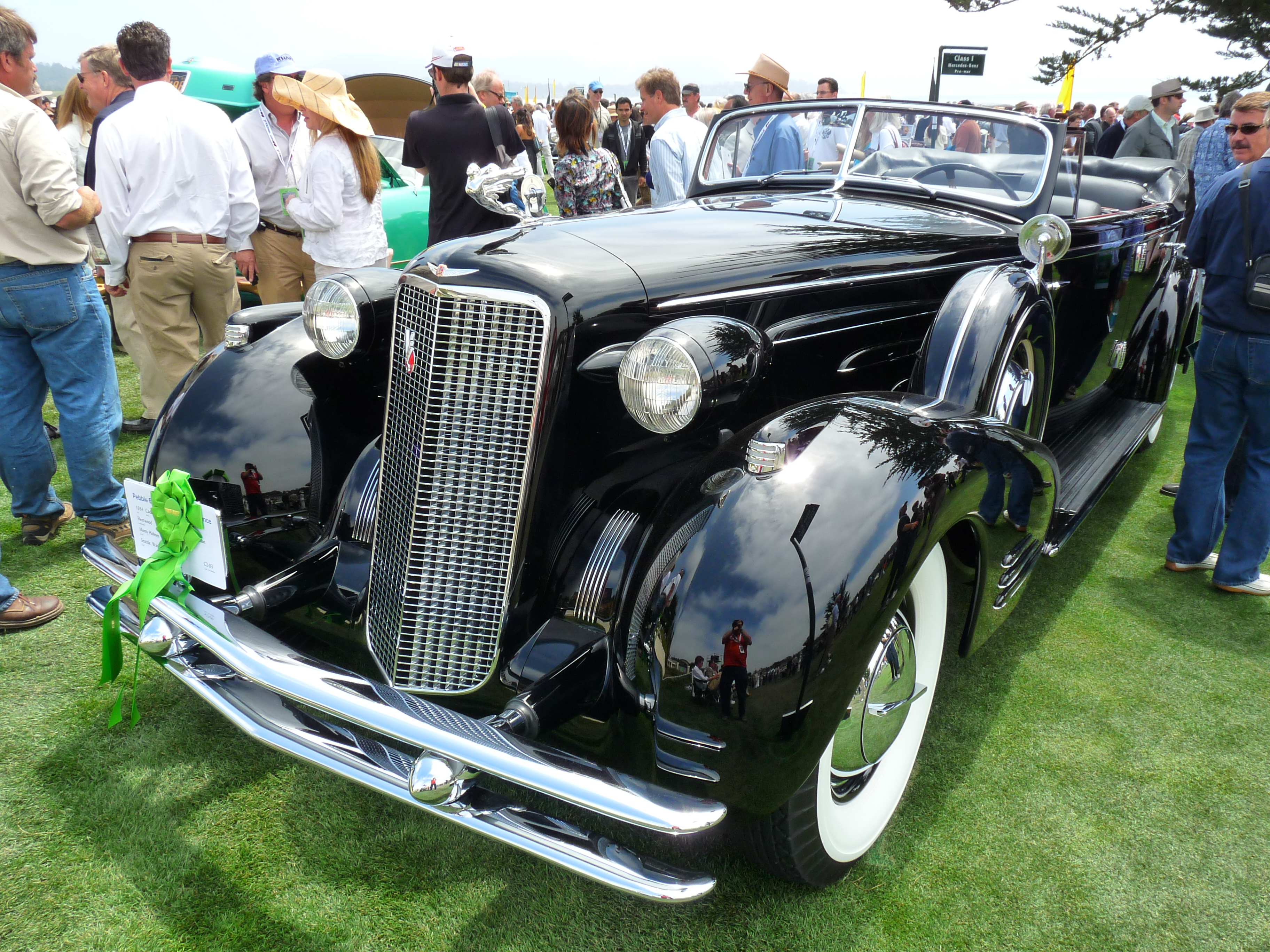
1934年款452D系列
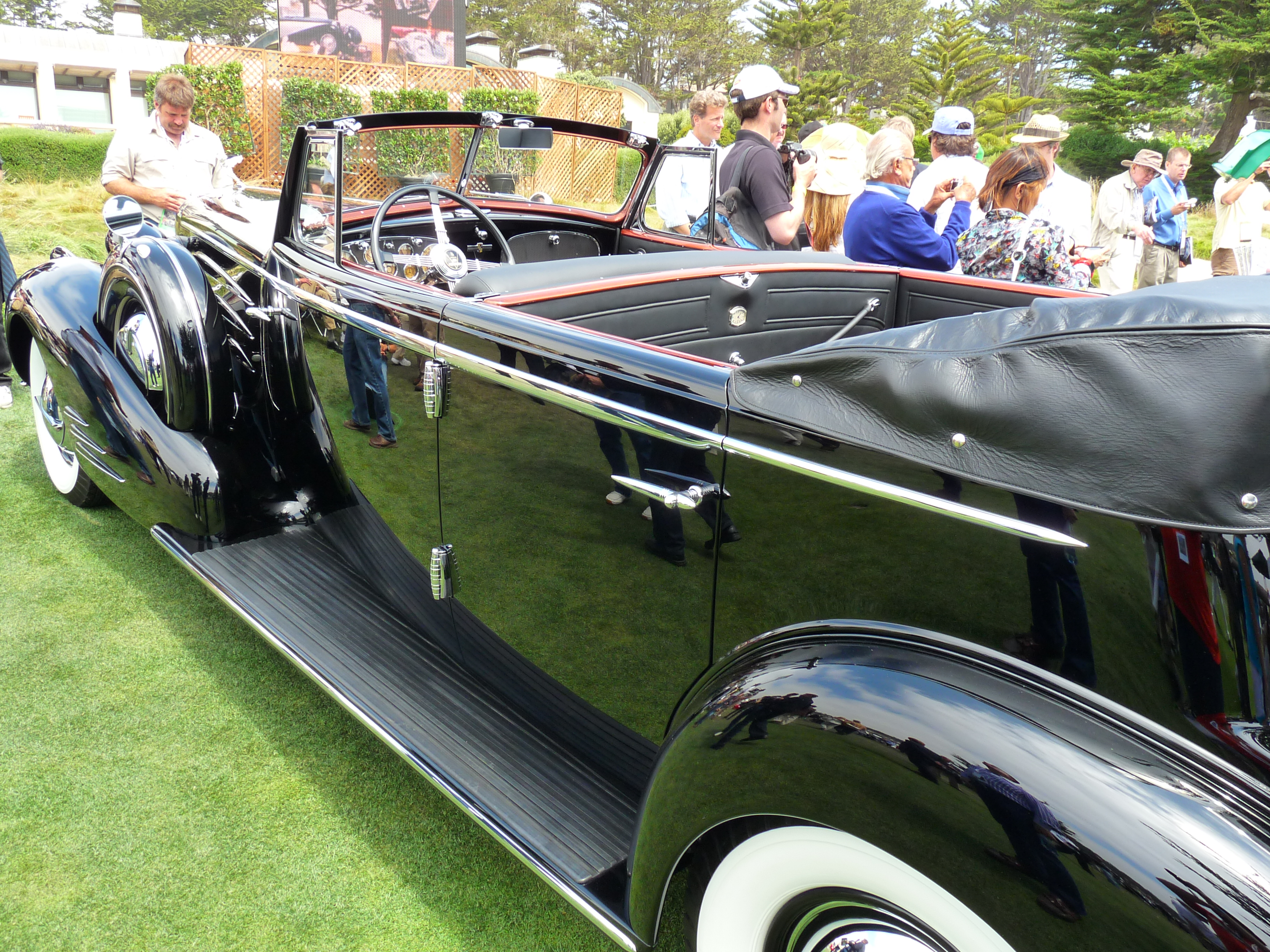
1934年款
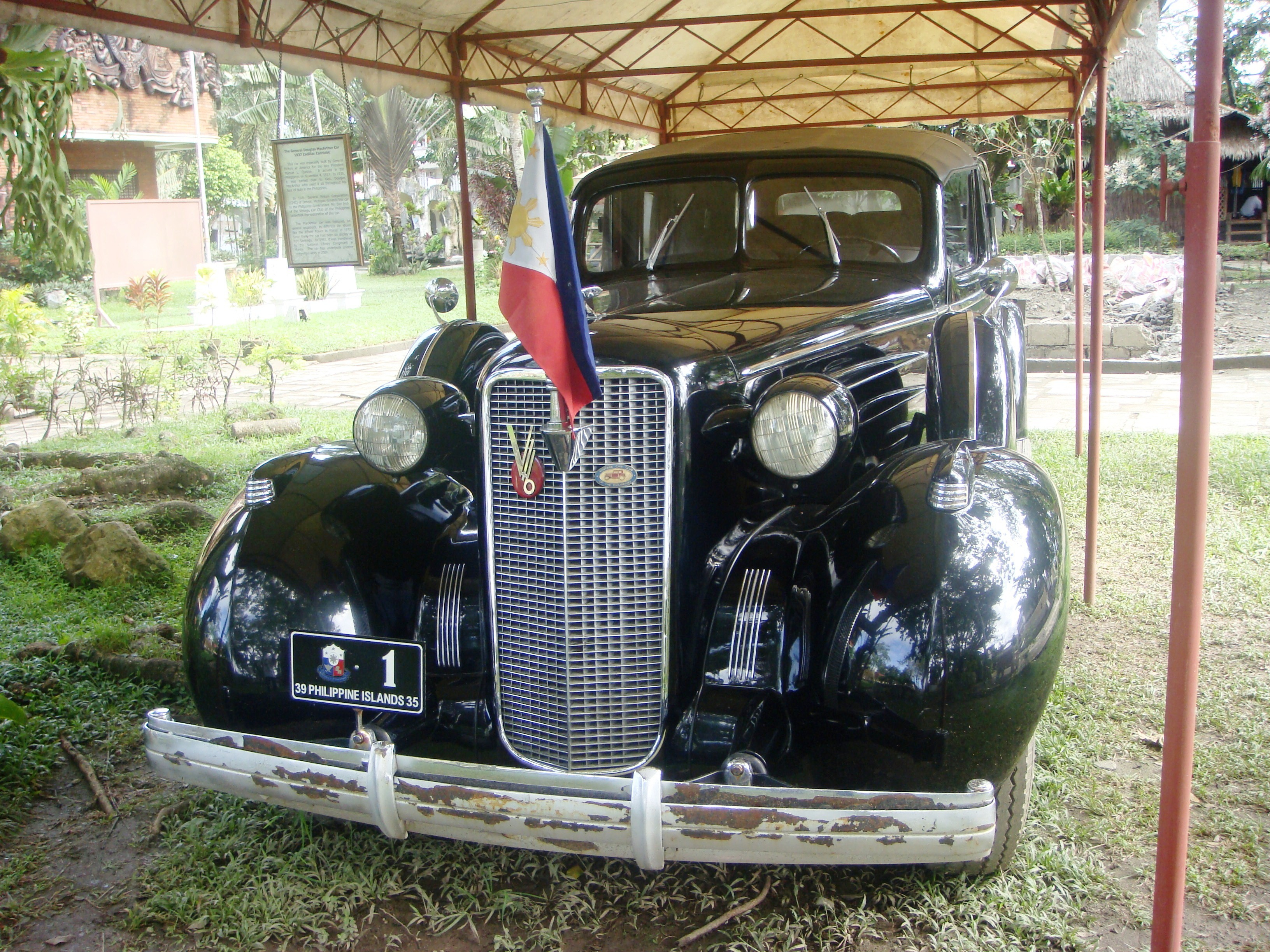
道格拉斯·麦克阿瑟的1937年款凯迪拉克V-16

## 1938–1940
1938年，凯迪拉克将V-16的90系列和V-12的85、80系列车型合并，并开始使用全新的16缸发动机。新发动机气缸夹角达到135度，但是排量降低到7.1升，配备双化油器、双燃油泵、双分电器、双水泵，还配备了九轴承曲轴，最大功率达到了185马力（约合138千瓦）。车身轴距则缩短至3581毫米，长度保持在5639毫米。
1938年，凯迪拉克一共售出315辆V-16，次年售出138辆。1940年款车型实际停产于1939年12月。 

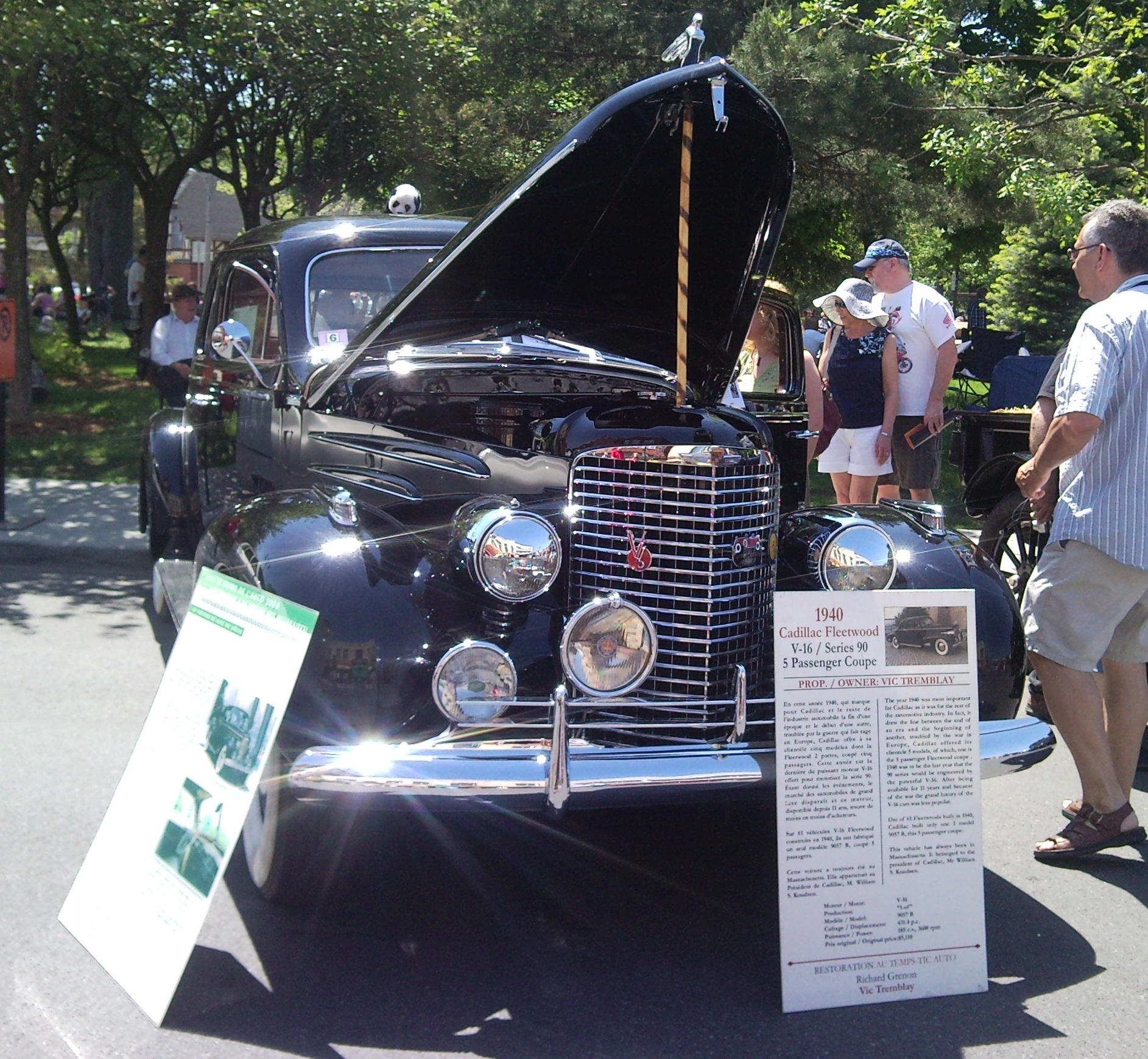
1940年款
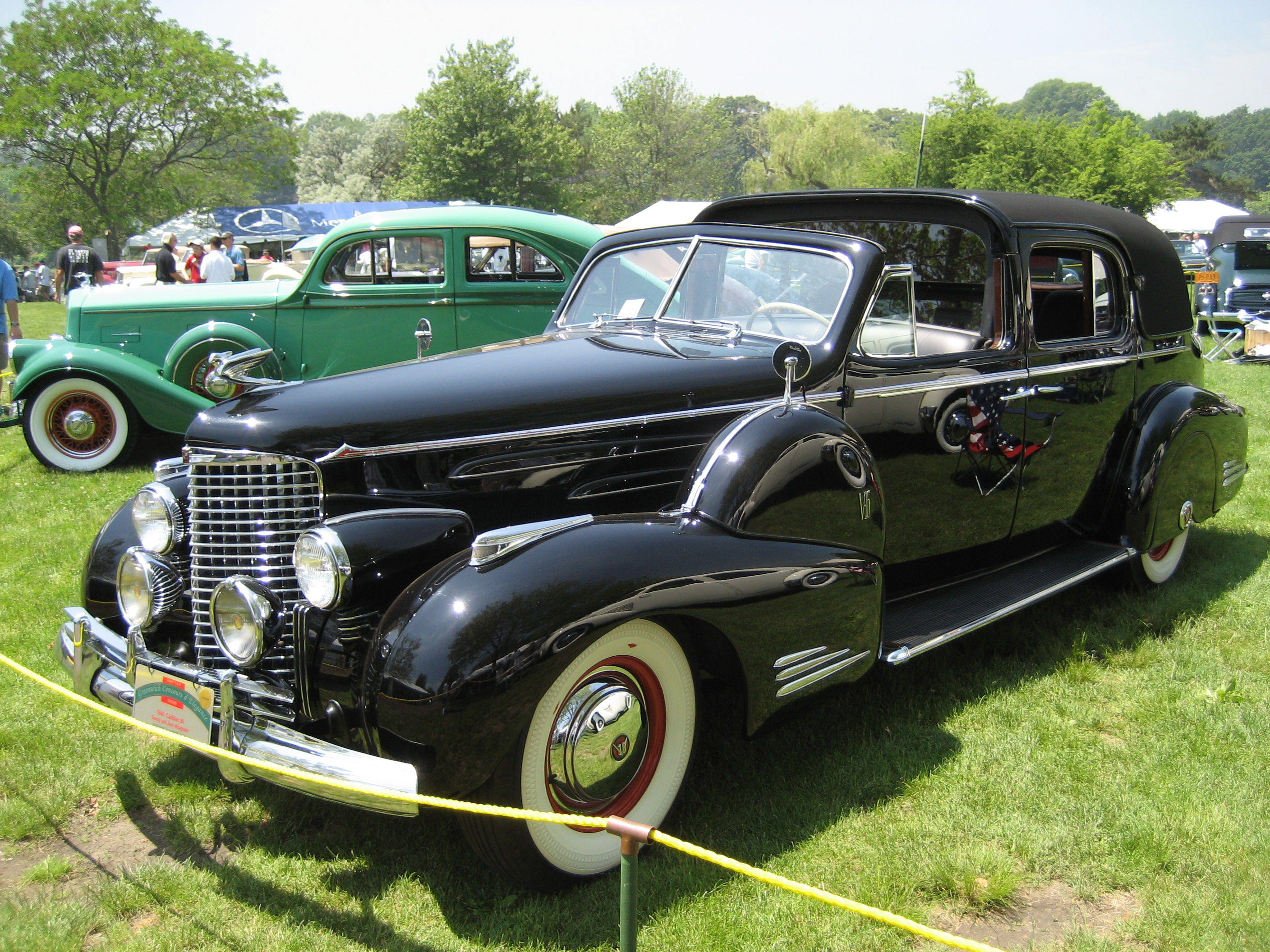
1940年款90系列

## 2003年概念车
2003年，凯迪拉克推出了一款名为“16”的概念车型，搭载了一台排量13.6升32气门的16缸发动机，最大功率1000马力（约合750千瓦） ，其细微的设计细节取材于经典的“V-16”，意在向老款V-16致敬。

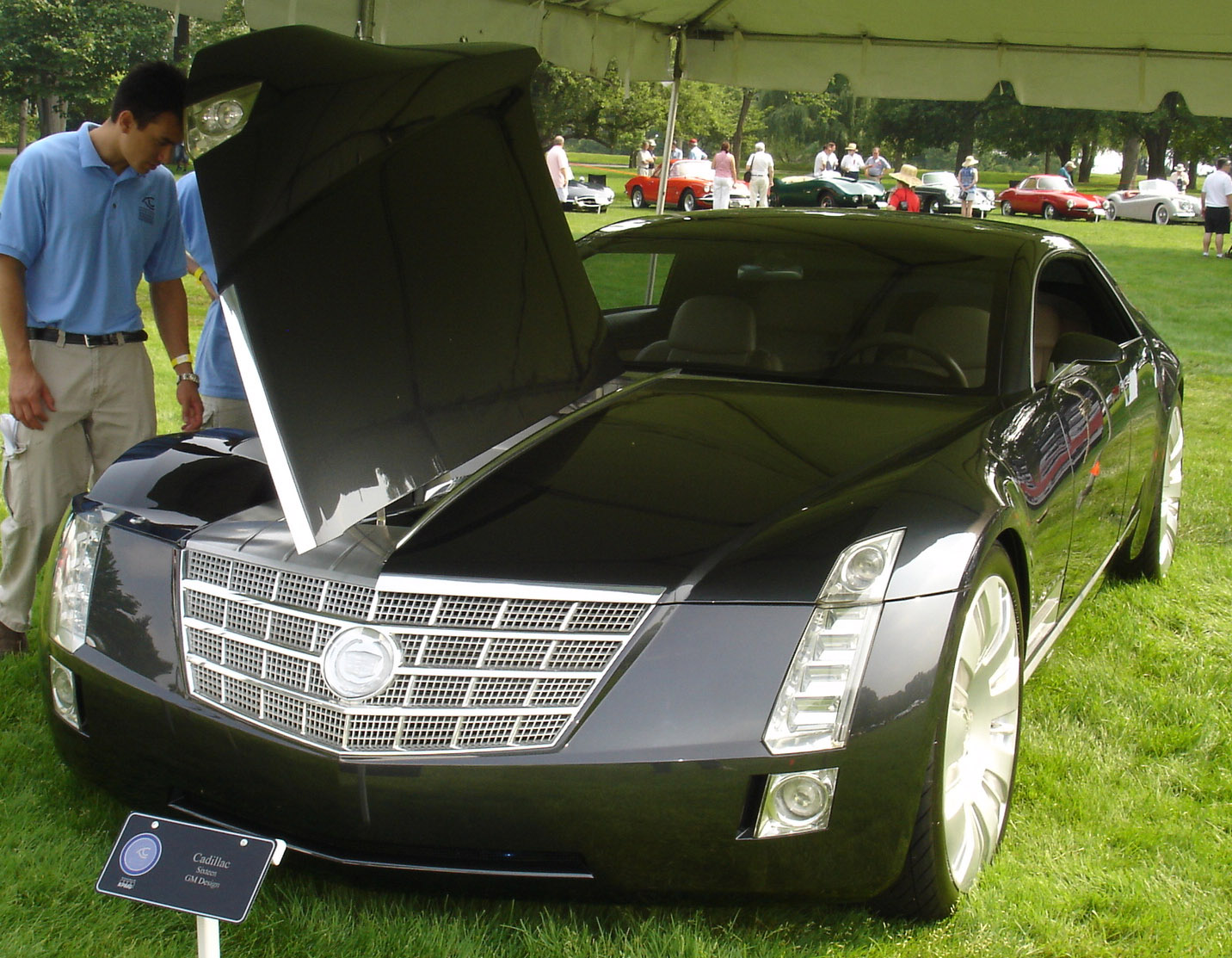
2003年凯迪拉克16
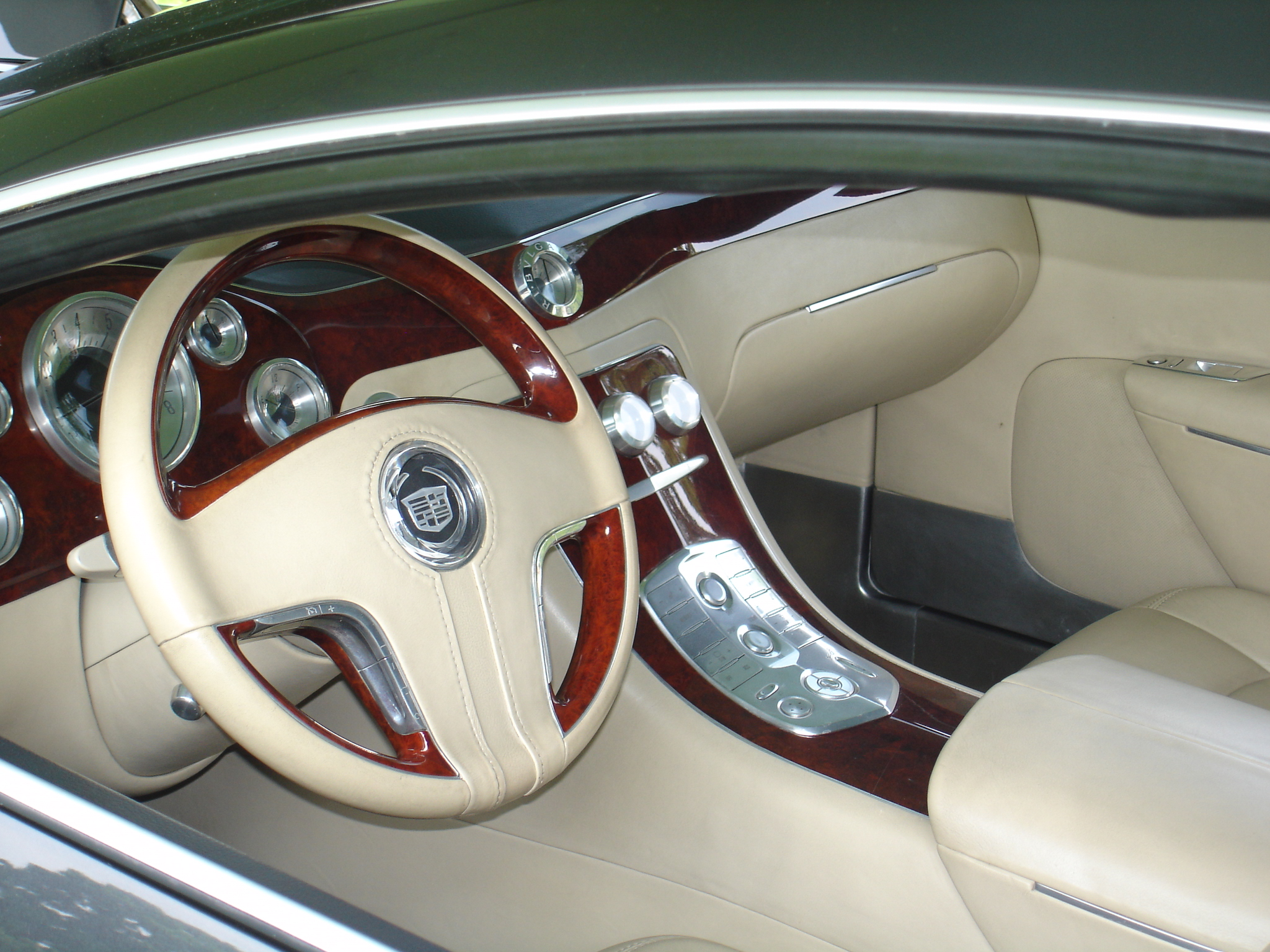
内饰